# Hoplismenus istrianus
Hoplismenus istrianus är en stekelart som först beskrevs av Clement 1927.  Hoplismenus istrianus ingår i släktet Hoplismenus och familjen brokparasitsteklar. Inga underarter finns listade i Catalogue of Life.